# Acritus erimae
Acritus erimae är en skalbaggsart som beskrevs av Yves Gomy 1981. Acritus erimae ingår i släktet Acritus och familjen stumpbaggar. Inga underarter finns listade i Catalogue of Life.